# Gymnote (S655)
El Gymnote (S655) fue un submarino nuclear experimental de la Armada francesa. Era un submarino de prueba para misiles balísticos lanzados desde submarinos (SLBM) y propulsado por motores eléctricos diésel. Recibe su nombre en honor al Gymnote (Q1), el primer submarino totalmente eléctrico del mundo construido en Francia a finales del siglo XIX.
Los franceses planearon un submarino de propulsión nuclear a fines de la década de 1950 y colocaron un casco (número Q244). Debido a que Francia no había desarrollado instalaciones de enriquecimiento de uranio en ese momento, la planta de energía planificada iba a ser un reactor de agua pesada , que podría utilizar uranio natural. Pero los ingenieros franceses no pudieron producir un reactor lo suficientemente pequeño como para caber en el submarino, lo que llevó a que el proyecto se cancelara en 1959.
A principios de la década de 1960, el gobierno francés decidió desarrollar una disuasión nuclear independiente basada en SLBM. El casco Q244 fue rediseñado como un submarino de prueba con propulsión diesel-eléctrica y cuatro tubos de misiles en una carcasa extendida. Redesignado Q251 y bautizado como Gymnote, fue comisionado en 1966 y disparó el primer misil M-1 en 1968. El misil M-1 se desplegó posteriormente a bordo de los submarinos de clase Le Redoutable. Fue ampliamente reconstruida en 1977-79 para permitir las pruebas del nuevo misil M-4 . En la década de 1980, como parte de una nueva numeración general de la flota submarina francesa, Gymnote fue redesignado como S655.
El Gymnote fue dado de baja en 1986.